# Rumæniens historiske områder
Rumæniens historiske områder har ingen officiel betydning mere — landet er en enhedsstat og er inddelt i județ'er, amter der kan sammenlignes med franske départementer.
De historiske områder og deres underinddelinger:
- Transsylvanien og Partium
  - Det egentlige Transsylvanien
  - Maramureș — en del af Partium
  - Crișana — en del af Partium
  - Banat — en del af Partium

- Valakiet
  - Oltenien — i vest
  - Muntenien — i øst

- Moldavien
  - Bukovina — i nord, den nordlige halvdel nu i Ukraine
  - Moldavien, Rumænien — i vest
  - Bessarabien — i øst, udgør nu mest af Moldova
    - Bugeac — den sydlige del af Bessarabien, nu delt mellem Moldova og Ukraine

- Dobrogea
  - Cadrilater — den sydlige Dobrogea, rumænsk 1913-40, nu i Bulgarien

## Andet
- Regat — det gamle Rumænien, 1878-1918, udgjordt af Valakiet, Moldavien (Rumænien) og det nordlige Dobrogea.
- Transnistrien — under 2. verdenskrig var dette område øst for Bessarabien besat af Rumænien, men dog aldrig officielt annekteret.